# Iisalmen Peli-Karhut
Iisalmen Peli-Karhut (w skrócie IPK) – fiński klub hokeja na lodzie z siedzibą w Iisalmi.
W 2016 drużyna wygrała rozgrywki Suomi-sarja (trzeci poziom ligowy) i w sezonie 2016/2017 została przyjęta do ligi Mestis (drugi poziom).

## Sukcesy
Seniorzy
- Złoty medal Suomi-sarja: 2016
- Brązowy medal Mestis: 2021
- Finał Pucharu Finlandii: 2022